# Bundestagswahlkreis Eisenach – Wartburgkreis – Unstrut-Hainich-Kreis I
Der Bundestagswahlkreis Eisenach – Wartburgkreis – Unstrut-Hainich-Kreis I war bei der Bundestagswahl 2002 ein Wahlkreis in Thüringen. Er besaß die Wahlkreisnummer 191 und umfasste die kreisfreie Stadt Eisenach, den Wartburgkreis und vom Unstrut-Hainich-Kreis die Gemeinden Bad Langensalza, Heyerode und Katharinenberg sowie die Verwaltungsgemeinschaften Unstrut-Hainich und Vogtei. Der Wahlkreis wurde im Rahmen der Wahlkreisreform von 2002 neu eingerichtet, jedoch schon zur Bundestagswahl 2005 wieder aufgelöst. Das Gebiet des Wahlkreises ging im neuen und größeren Wahlkreis Eisenach – Wartburgkreis – Unstrut-Hainich-Kreis II auf.
Das Direktmandat bei der Bundestagswahl 2002 wurde von Ernst Kranz (SPD)  mit 42,6 % der Erststimmen gewonnen.

## Wahlergebnis bei der Bundestagswahl 2002
| Kandidaten                     | Kandidaten               | Parteien/Listen   | Erststimmen | Erststimmen | Zweitstimmen | Zweitstimmen |
| Kandidaten                     | Kandidaten               | Parteien/Listen   | Stimmen     | %           | Stimmen      | %            |
| ------------------------------ | ------------------------ | ----------------- | ----------- | ----------- | ------------ | ------------ |
|                                | Ernst Kranzgewählt im WK | SPD               | 57.851      | 42,6        | 56.859       | 41,7         |
|                                | Stefan Baldus            | CDU               | 44.419      | 32,7        | 41.055       | 30,1         |
|                                | Rosel Neuhäuser          | PDS               | 21.844      | 16,1        | 20.701       | 15,2         |
|                                | Gisela Rexrodt           | GRÜNE             | 4.471       | 3,3         | 5.202        | 3,8          |
|                                | Heidemarie Bischoff      | FDP               | 7.258       | 5,3         | 7.698        | 5,6          |
|                                | −                        | REP               | –           | –           | 1.040        | 0,8          |
|                                | −                        | GRAUE             | –           | –           | 458          | 0,3          |
|                                | −                        | ödp               | –           | –           | 252          | 0,2          |
|                                | −                        | NPD               | –           | –           | 1.044        | 0,8          |
|                                | –                        | Schill            | –           | –           | 2.037        | 1,5          |
| Gesamt                         | Gesamt                   | Gesamt            | 135.843     | 100         | 136.346      | 100          |
|                                |                          |                   |             |             |              |              |
| Ungültige Stimmen              | Ungültige Stimmen        | Ungültige Stimmen | 2.460       | 1,8         | 1.957        | 1,4          |
| Wähler                         | Wähler                   | Wähler            | 138.303     | 74,5        | 138.303      | 74,5         |
| Wahlberechtigte                | Wahlberechtigte          | Wahlberechtigte   | 185.691     |             | 185.691      |              |
|                                |                          |                   |             |             |              |              |
| Quellen: Der Bundeswahlleiter, |                          |                   |             |             |              |              |